# Ленинградская ГАЭС
Ленинградская ГАЭС — планируемая гидроаккумулирующая электростанция на реке Шапша в Лодейнопольском районе Ленинградской области России.

## Общие сведения
Состав сооружений ГАЭС:
- грунтовая плотина с суглинистым ядром максимальной высотой 25 м на р. Шапша, образующая нижний бассейн;
- грунтовые дамбы с суглинистым ядром, образующие верхний бассейн;
- четыре железобетонных напорных трубопровода;
- полуподземное здание ГАЭС.

Планируемая мощность ГАЭС —  1170/1320 МВт (в генераторном/насосном режимах), среднегодовая выработка — 2,91 млрд кВт·ч. В здании ГАЭС должны быть размещены 6 радиально-осевых обратимых гидроагрегатов мощностью по 195/220 МВт (в генераторном/насосном режиме), работающих при расчётном напоре 87 м.
Ориентировочная стоимость проекта составляет 73,8 млрд рублей.
Ленинградская ГАЭС спроектирована институтом «Ленгидропроект».

## Экономическое значение
Ленинградская ГАЭС предназначена для работы в пиковой части графика нагрузок энергосистемы Северо-Запада, испытывающей дефицит высокоманёвренных мощностей (в регионе располагаются три крупные АЭС — Ленинградская, Кольская и Калининская, а также ряд мощных тепловых электростанций, работающих в основном в базовой части нагрузок; в пиковой части графика работает ряд небольших ГЭС).  По планам, во время ночного провала энергопотребления ГАЭС должна закупать дешёвую электроэнергию, закачивая воду в верхний бьеф. Во время утреннего и вечернего пика энергопотребления ГАЭС продаёт дорогую пиковую электроэнергию, сбрасывая воду из верхнего бьефа в нижний.

## История
Ленинградская ГАЭС была спроектирована в начале 1980-х годов. В конце 1980-х годов начались подготовительные работы к строительству станции, вскоре прекращённые в связи с ухудшением экономического состояния страны. К середине 2000-х годов, в связи с экономическим подъёмом, сопровождающимся ростом энергопотребления, строительство новых ГАЭС вновь стало актуальным. Проект ГАЭС был включён в перспективную программу развития гидроэнергетики страны до 2020 года. 21 декабря 2007 года вопрос о строительстве ГАЭС был рассмотрен и одобрен межведомственной комиссией по размещению производительных сил на территории Ленинградской области. Длительное время строительство станции не начиналось, и ГАЭС оставлась перспективным проектом РусГидро, не включённым в инвестиционную программу компании. Реализация проекта вошла в активную фазу лишь в ноябре 2014 года.
9 ноября 2014 года подписано соглашение между РусГидро и китайской компанией PowerChina. Оно предусматривает создание совместного предприятия по строительству нескольких гидроаккумулирующих станций на территории РФ, в том числе и Ленинградской ГАЭС. Документ предполагает возможность привлечения PowerChina других китайских компаний.
26 ноября 2014 года стало известно, что ФСК ЕЭС обеспечила электроэнергией строительную площадку ГАЭС. Компания выдала 19 мегаватт необходимой мощности для строительства станции. 
В августе 2017 года Русгидро отказалось от реализации инвестпроекта Ленинградская ГАЭС в связи с отсутствием рыночных механизмов обеспечения экономической эффективности и окупаемости инвестиций в реализацию проектов строительства ГАЭС. В связи с этим компания должна обеспечить выполнение работ по ликвидации объектов гидроаккумулирующей электростанции и мероприятий по рекультивации земельных и лесных участков в границах строительных площадок объектов станции.
В декабре 2022 года Ленинградская ГАЭС была включена в Генеральную схему размещения объектов электроэнергетики до 2035 года, с планируемым вводом в эксплуатацию в 2031—2035 годах.
20 августа 2024 года в соответствии с требованиями пункта 27 Правил разработки и утверждения документов перспективного развития электроэнергетики, утвержденных постановлением Правительства Российской Федерации от 30.12.2022 № 2556, опубликован для общественного обсуждения проект Генеральной схемы размещения объектов электроэнергетики до 2042 года, в котором обозначены планы ввода шести генераторов к 2032 году. Таким образом, мощность совокупная электрическая мощность станции составит 1170/1320 МВт.
По итогам общественного обсуждения, в Генеральную схему размещения электроэнергетики до 2042 года, принятому в конце 2024 г. электростанция была внесена с предполагаемым сроком запуска в 2028 г. (приложение 6 проекта).